# ЛАЗ «Україна»
ЛАЗ Україна — серія пасажирських міжміських автобусів, перша модель якого (ЛАЗ-Україна-1) створена у 1961 році на Львівському автобусному заводі.
Львівський автобусний завод, поряд з туристичними автобусами ЛАЗ-697 та ЛАЗ-699, випускав окрему серію під загальною назвою «Україна». Ці моделі відрізнялися підвищеною комфортністю і технічними новинками, зокрема, новітніми моделями двигунів, ходової частини і гальмівної системи. Найперші автобуси серії «Україна»: ЛАЗ-Україна-1 та ЛАЗ-Україна-2 були зібрані в 1961 році, позначивши тоді нову сходинку у розвитку виробництва автобусів.